# Ґондкі
Ґондкі (пол. Gądki, нім. Gondeck) — село в Польщі, у гміні Курник Познанського повіту Великопольського воєводства.
Населення — 509 осіб (2011).
У 1975-1998 роках село належало до Познанського воєводства.

## Демографія
Демографічна структура станом на 31 березня 2011 року:
|          | Загалом | Допрацездатний вік | Працездатний вік | Постпрацездатний вік |
| -------- | ------- | ------------------ | ---------------- | -------------------- |
| Чоловіки | 252     | 39                 | 195              | 18                   |
| Жінки    | 257     | 50                 | 165              | 42                   |
| Разом    | 509     | 89                 | 360              | 60                   |